# 拉里什
拉里什（法語：La Riche，法語發音：[la ʁiʃ] ⓘ），法国中西部城市，中央-卢瓦尔河谷大区安德尔-卢瓦尔省的一个市镇，隶属于图尔区，其市镇面积为8.17平方公里，2022年1月1日时人口数量为10,349人，是该省人口第八多的市镇，在法国城市中排名第968位。
拉里什位于安德尔-卢瓦尔省中部，卢瓦尔河和谢尔河之间，与图尔市区西部接壤，是图尔-卢瓦尔河谷都会区的组成部分。

## 地名来源

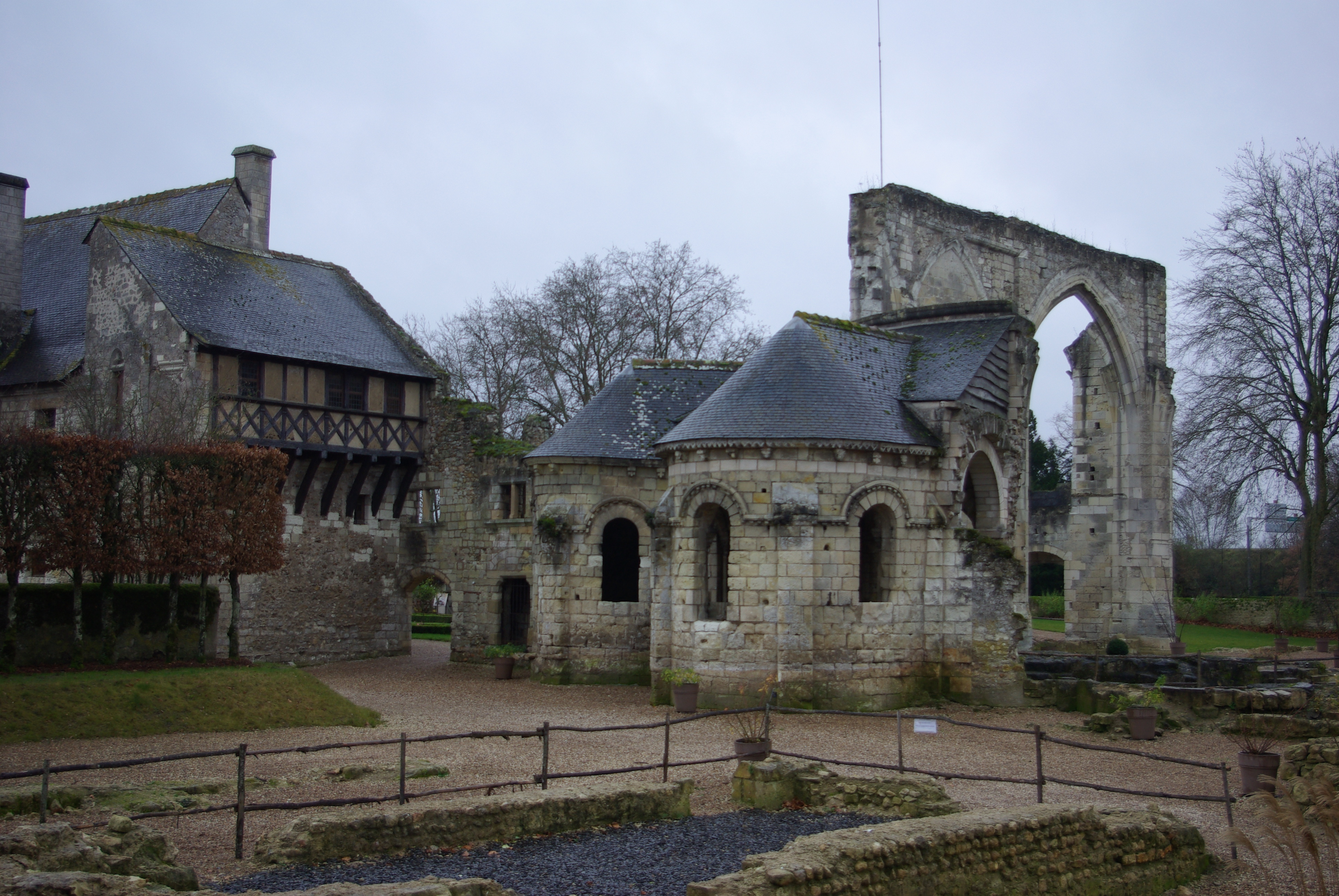
拉里什境内的圣科姆修道院

“拉里什”一名来源于中世纪时其境内兴建的拉里什圣母堂（现为图尔市镇范围），“拉里什”一名来源于拉丁语单词“riccus”，原意为“强大的”，引申现代含义为“富裕的”。在法国大革命以前，拉里什的全名为“拉里什圣母镇”（Notre-Dame-la-Riche）。

## 历史
拉里什历史上长期为一处普通村落，15世纪时曾有一条连接卢瓦尔河与谢尔河的人工渠从拉里什东部穿过，后废弃并逐渐淤塞，原址被开辟为图尔植物花园。法国大革命后，拉里什成为安德尔-卢瓦尔省的一个市镇。18世纪后，拉里什境内的土地得到开发，出现了农产品加工作坊。二战后，随着图尔的城市扩张，拉里什境内出现了集中式居民区，当地人口数量也开始迅速增加。1964年，拉里什曾有计划并入图尔，当最终未能实现。

## 地理

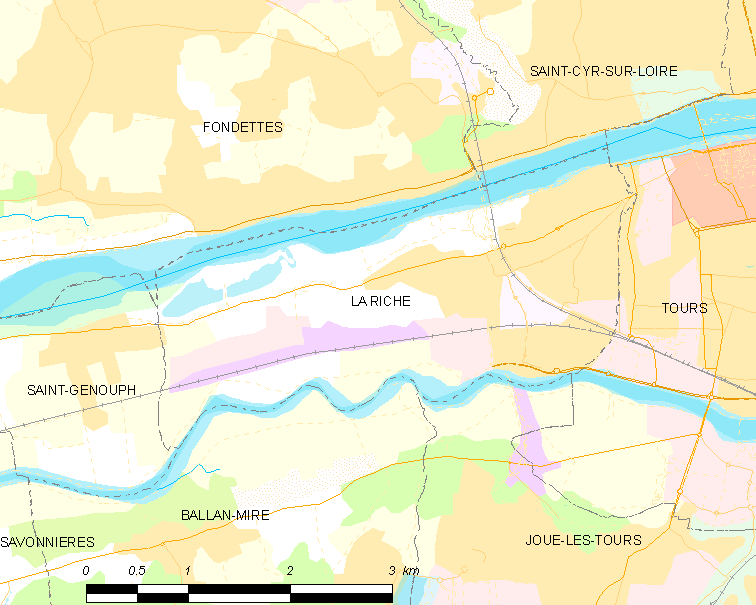
拉里什市镇范围地图

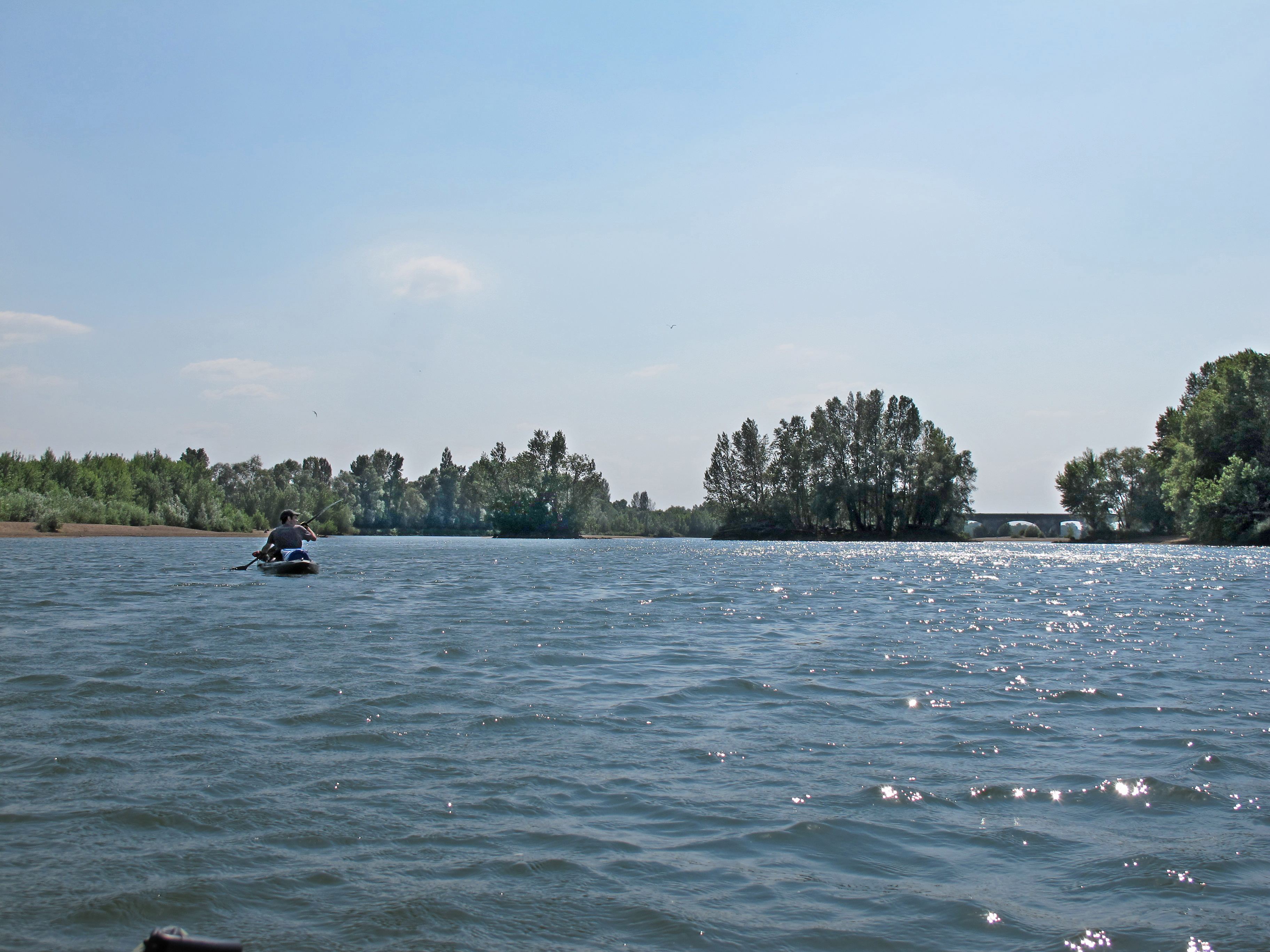
拉里什附近的卢瓦尔河水面

拉里什位于法国中西部，中央-卢瓦尔河谷大区西部和安德尔-卢瓦尔省中部，与省会图尔接壤，两地间市政府距离距离不到三公里。与拉里什接壤的市镇包括：丰代特、巴朗-米雷、茹埃莱图尔、卢瓦尔河畔圣西尔、圣热努、图尔。

### 地形
拉里什位于卢瓦尔河冲积平原腹地，境内地势平坦，全境海拔在43到51米之间。

### 水文
拉里什南北两侧分别为谢尔河和卢瓦尔河，其市镇范围在水文学上属于易涝区，但当地无特大洪水的记录。

### 植被
拉里什属于温带落叶林区，市区内的主要绿地公园包括路易·尼克公园（Parc Louis Niqueux）、艾蒂安·马蒂诺公园（Parc Etienne Martineau）等，均常年免费向公众开放。图尔植物花园西侧亦与拉里什市镇范围接壤。
在鲜花城市的评比中，拉里什被评为2星级鲜花城市。

### 气候
拉里什在柯本气候分类法中属于温带海洋性气候。

## 行政区划
拉里什是法国中央-卢瓦尔河谷大区安德尔-卢瓦尔省的一个市镇，编号为37195。拉里什隶属于图尔区、安德尔-卢瓦尔省第四选区以及巴朗-米雷县，同时也是拉里什城市圈公共社区的办公驻地。
法国国家统计与经济研究所（简称）在进行数据统计时，将拉里什及相邻的另外37个市镇设为图尔城市核心区，并将包括核心区在内的周边共140个市镇划为图尔城市区。自2020年起，图尔城市区被包含162个市镇的图尔城市辐射区代替。此外，还将拉里什市镇分为了4个“块区”（IRIS），以便于统计人口分布情况。

## 交通

### 公路
安德尔-卢瓦尔省省道D37线（图尔环城公路）与D88线在拉里什境内交汇。
2017年，72.4%的拉里什家庭拥有至少一辆私人汽车。2019年，拉里什境内共发生各类交通事故21起，造成26人受伤。

### 铁路
图尔－圣纳泽尔铁路和图尔－勒芒铁路经过拉里什境内但未设站。距离拉里什最近的铁路客运车站是图尔站，车程在10分钟以内，可乘坐公共汽车直达。

### 航空
距离拉里什最近的民用航空站为图尔卢瓦尔河谷机场，距离拉里什市中心的公路里程约9公里。

### 城市公共交通
拉里什是图尔城市公共交通（商业名称为）的服务范围。截至2021年5月，该系统下属的公交3路、15路、34路经过拉里什市区。

## 政治

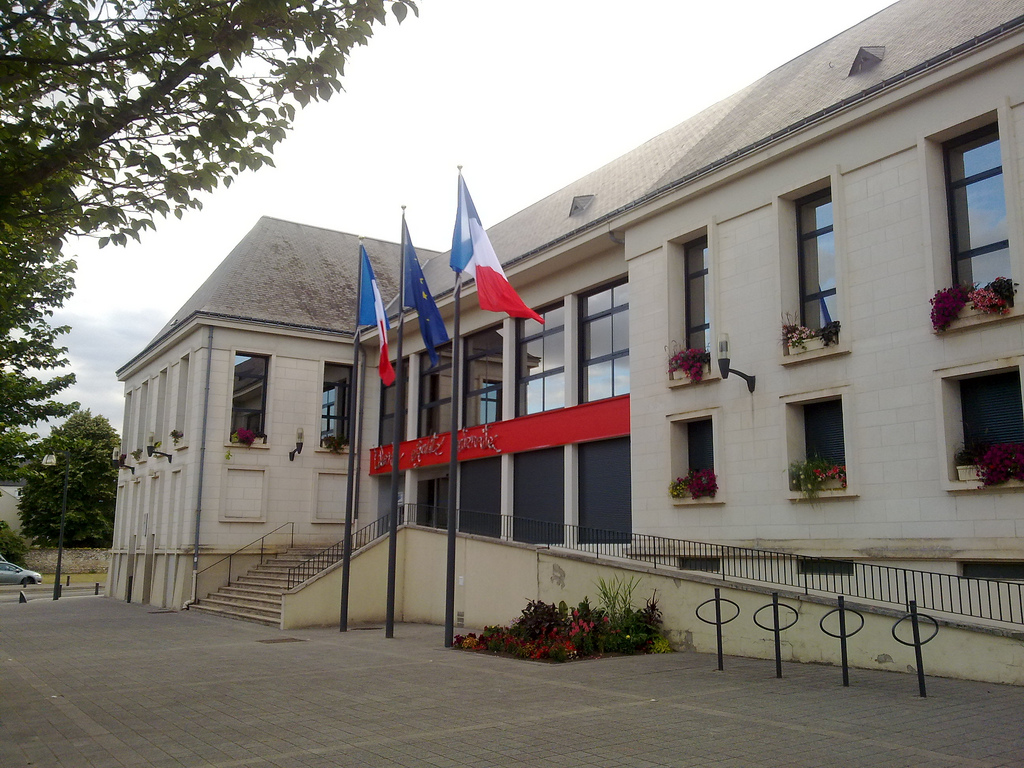
拉里什市政厅

拉里什的现任市长为维尔弗里德·施瓦茨先生（Wilfried Schwartz），他是一名左翼无党派人士，在2020年的市政选举中获得了76.95%的支持率。
在2017年的法国总统大选中，法国第25任总统埃马纽埃尔·马克龙在拉里什获得了75.95%的支持率。

## 人口
2018年，拉里什市镇人口数量为10,331，在法国排名第968位。其中男性4,748人，女性5,700人，75岁及以上人口占6.5%，外籍人口数量为2,900人，人口密度为1,265人/平方公里，当地居民被称为（男性）或（女性）。2019年，拉里什境内出生123人，死亡人口99人。
| 年份   | 1936  | 1946  | 1954  | 1962  | 1968  | 1975  | 1982  | 1990  | 1999  | 2006  | 2011   | 2016   | 2018   |
| ------ | ----- | ----- | ----- | ----- | ----- | ----- | ----- | ----- | ----- | ----- | ------ | ------ | ------ |
| 人口數 | 4,020 | 4,045 | 4,407 | 6,324 | 6,331 | 6,670 | 7,261 | 7,838 | 8,594 | 9,612 | 10,089 | 10,370 | 10,331 |

## 经济
拉里什是图尔附近重要的卫星城，当地共有各类用人单位1,040家，平均历史为14年，其中99.44%为中小型企业（PME）。（零售）、（玻璃制品销售）及（汽车销售）是当地2019年营业额最高的三个企业，分别为16,339,064欧元、2,971,626欧元和1,943,149欧元。

## 财政收入
2019年，拉里什的财政收入总额为12,569,800欧元，财政支出总额为11,295,800欧元，当年的债务总额为6,393,290欧元。2020年，拉里什共获得2,240,192欧元的国家财政补助，比上一年增加了0.01%。
2017年，拉里什的人均月收入总额为2,004欧元，其中高级职员为3,375欧元，低于法国平均水平（4,214欧元）；中级职员为2,119欧元，低于法国平均水平（2,353欧元）；普通职员为1,646欧元，亦低于法国平均水平（1,690欧元）。
2017年，拉里什境内的青壮年（15至64岁）失业率为15%，当地52%的家庭拥有纳税资格，平均纳税2,271欧元，低于法国平均水平（3,888欧元）。

## 社会事务

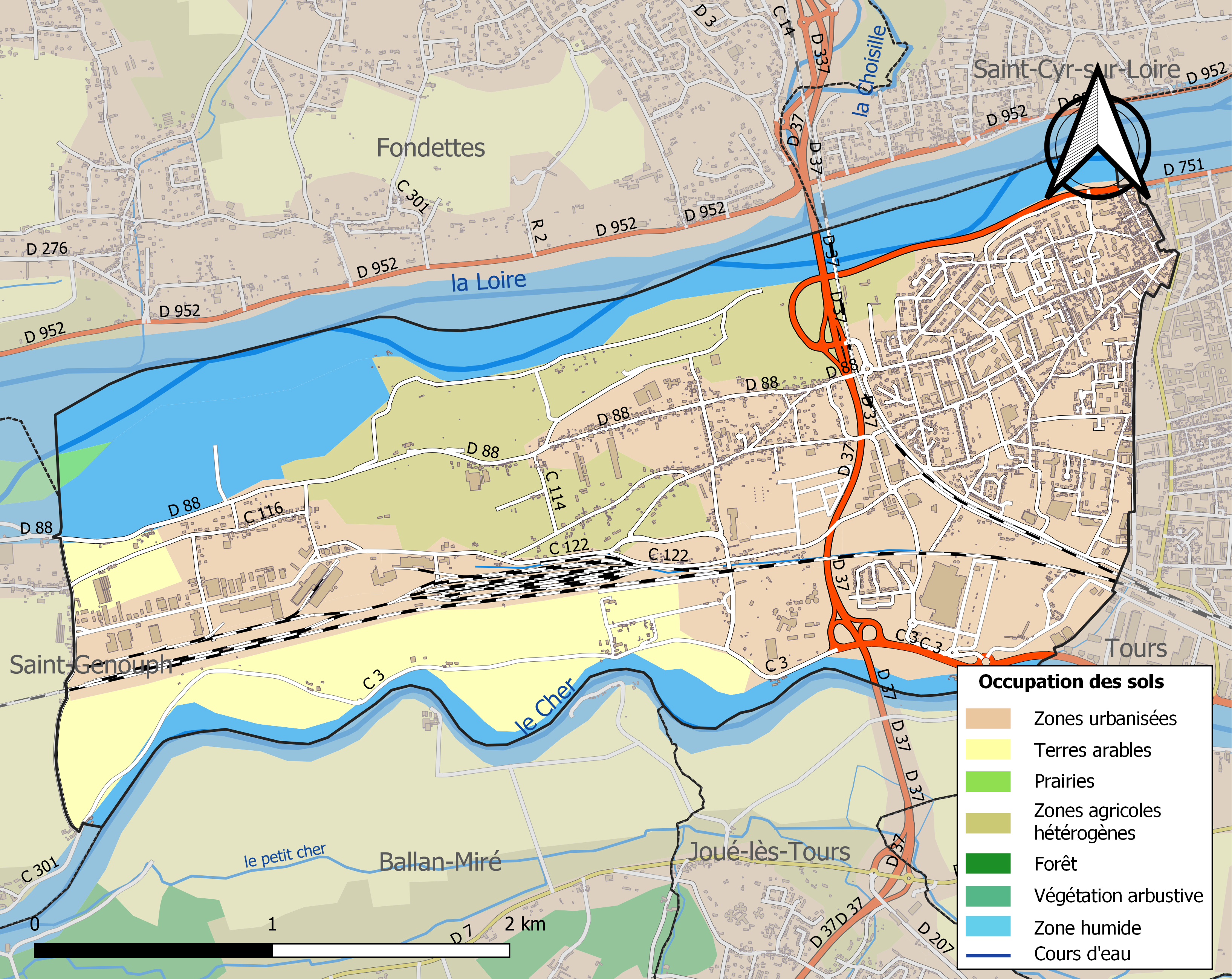
拉里什土地利用情况地图

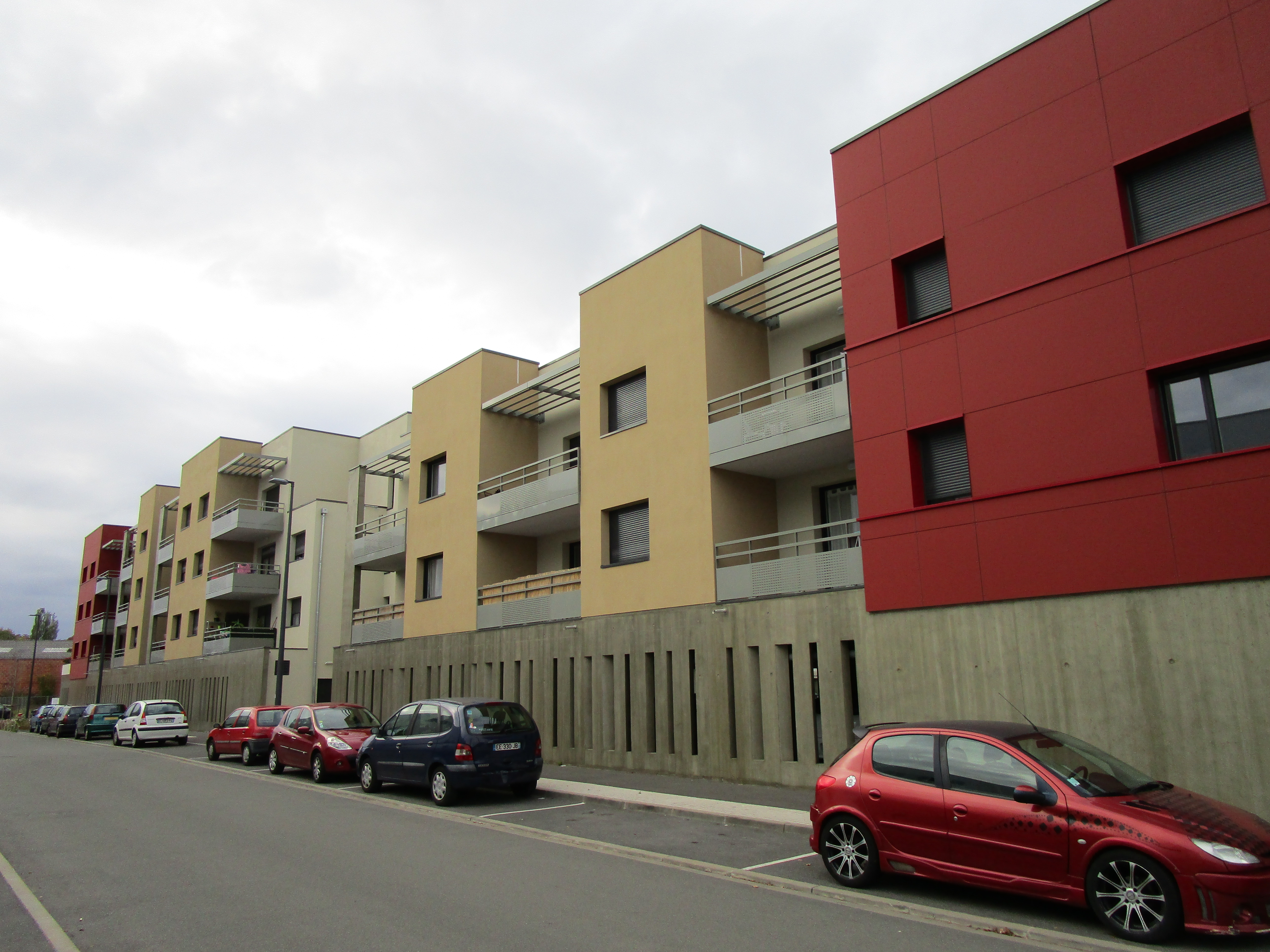
拉里什境内的一处现代居民区

### 教育
拉里什属于奥尔良-图尔学区。截止2019年1月1日，拉里什境内共有2所幼儿园和2所小学。图尔大学医学院在拉里什境内设有一处实验室。

### 医疗
截止2019年1月1日，拉里什境内共有全科医生10名、保健师4名、牙医5名、护士11名、助产士2名和儿科医生1名。境内共有药房4家、养老院2家、残疾人帮扶中心0家。
图尔大学中心医院下属的布雷托诺医院位于图尔与拉里什交界处附近，共设有812个床位，是该区域规模最大的综合性公立医院。

### 住房
2017年，拉里什境内共有各类住房6,016套，其中30.2%为独立式居民区，68.3%为集中式居民区。常住房屋占拉里什市镇范围内居民建筑总量的89.7%。
在住房保障政策方面，2017年，拉里什境内共有1,881户家庭获得了住房经济补助，受益人数占总人口数量的18%，其中1,850份为房租补助。

### 商业
2019年，拉里什境内共有各类实体商铺186家，其中餐厅13家、大型超市4家、杂货店1家、面包房5家、银行门店7家、美容美发店13家、汽车维修店13家。市区南部建有“拉里什阳光”（La Riche Soleil）大型开放式商业街区，市中心则建有Super U和利多超市。

### 体育
2019年，拉里什境内共有1家游泳池、1间体育馆、6处网球场、2处足球或橄榄球场以及1处篮球或排球场。
拉里什-图尔竞技俱乐部（Racing La Riche Tours）是当地的一支足球队，2021至2022赛季参加中央-卢瓦尔河谷大区足球联赛。

### 环境
拉里什的环境事务由其所属的公共社区负责。2019年，拉里什境内共有2家污染企业。

### 治安
2014年，拉里什及附近地区共发生各类案件14,504起，其中盗窃类案件9,437起，经济类案件1,641起，毒品交易类案件872起。

## 文化

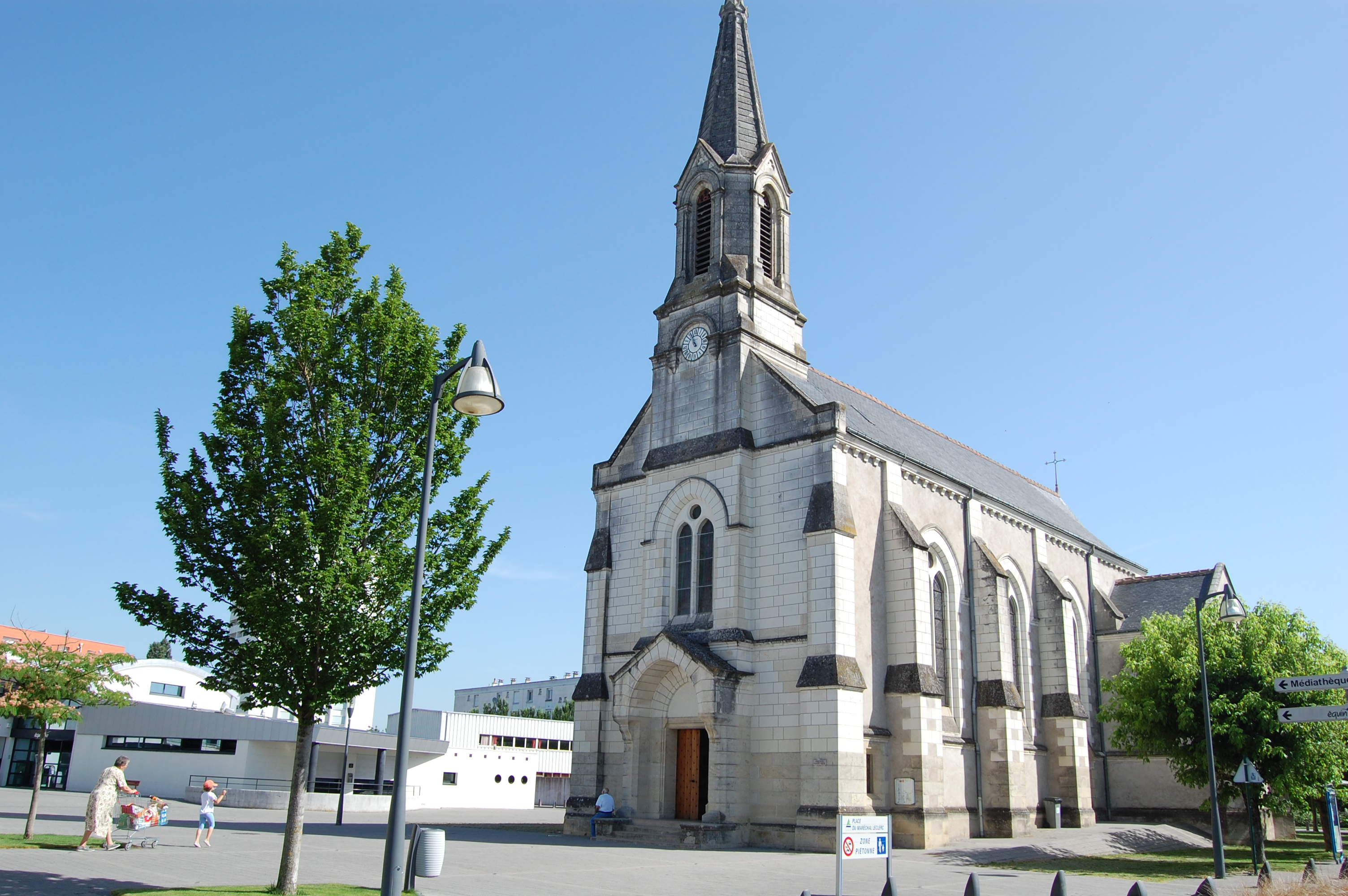
圣安娜教堂

2019年，拉里什境内共有1家剧场和1家电影院。拉里什市政府提供多媒体中心，向公众全年开放。

### 建筑
拉里什境内有多处历史建筑，其中普莱西莱图尔城堡、圣科姆修道院等为法国国家文物保护单位。

### 旅游
拉里什的旅游事务由其所属的公共社区负责。2020年，拉里什境内暂无任何游客接待设施。

### 媒体
法国主要的媒体均可在拉里什接收，法国电视三台下属的中央-卢瓦尔河谷大区频道在部分时段播出拉里什所属区域的地方新闻。

## 友好城市
截至2021年4月，拉里什共与一座城市互为友好城市关系：
- 葡萄牙 埃斯塔雷雅